# Cuenca de recepción
La cuenca de recepción es una de las partes de un torrente que tiene forma cónica, similar a la que tendría un embudo cortado por la mitad o también a un antiguo circo glaciar, y donde el torrente recoge sus aguas durante las lluvias. Tiene fuertes pendientes, por lo que pueden formarse en ella grandes deslizamientos de tierra, avalanchas y aludes.
En algunos casos pueden encontrarse en esta zona canchales y glaciares de rocas. En otros casos, algún deslizamiento de grandes proporciones en la ladera de una montaña puede dar origen a la formación de la cuenca de recepción de un torrente.
Este fue el caso del Monte Safor, ubicado en la parte más meridional de la provincia de Valencia, en España.